# 旧祓川橋
旧祓川橋（きゅうはらいがわばし）は、福島県福島市駒山にある人道橋。

## 概要
福島市中心部の信夫山公園噴水広場の入り口に位置する空石積工法で作られた石造アーチ橋である。
江戸時代末期の安永3年（1774年）に大町で呉服屋「喜多三」を営んでいた古関三郎治（福島市出身の作曲家、古関裕而の曾祖父にあたる）が寄進して祓川にかけられた。元々は信夫山の羽黒山に向かう参道の入り口、現在の県庁通り（福島市道杉妻町御山町線）の終点付近に架けられていた。祓川の水で身を清めた修験者がこの橋を渡り信夫山に祀られている寺社へ参拝したといわれる由緒正しい橋である。1970年（昭和45年）5月、祓川北側の宅地造成の障害となったために、歴史的、美術的価値を考慮し、現在地に移設することを福島市教育委員会が決定し、同年5月に解体が行われ、同年7月に移転が完了した。1972年（昭和48年）11月7日には福島市指定有形文化財に指定された。移転前は欄干や親柱の損傷が激しかったために同時に修復されている。元々橋が架けられていた場所の近くには、1803年（享和3年）建立の石橋供養塔が建っている。
欄干には擬宝珠が、アーチ部分の要石の側面には鶴と亀の彫刻が対となって施されており、当時の石工技術の高さがうかがえる。

## 周辺
- 信夫山
  - 信夫山公園
  - 福島県護国神社
- ハローワーク福島
- 法務省合同庁舎
- 福島税務署